# Área de Conservação da Paisagem de Ubari
A Área de Conservação da Paisagem de Ubari é um parque natural localizado no condado de Harju, na Estónia.
A área do parque natural é de 59 hectares.
A área protegida foi fundada em 2005 para proteger Klint do norte da Estónia e comunidades florestais de folhas largas na freguesia de Jõelähtme (Kaberneeme e aldeia de Haapse).